# Yuka Motoyama
Yuka Motoyama (* 9. April 1989) ist eine ehemalige japanische Skispringerin.

## Werdegang
Motoyama gab ihr internationales Debüt im Rahmen des Skisprung-Continental-Cups am 1. März 2006 auf der Zaō-Schanze in Yamagata. Dabei gelangen ihr in beiden Springen mit jeweils dem 23. Platz gute Punktegewinne. Mit den insgesamt 16 Punkten erreichte Motoyama den 47. Platz der Continental-Cup-Gesamtwertung. Auch in der folgenden Saison 2006/07 trat sie in Yamagata erneut in beiden Springen an und erreichte die Plätze 24 und 25, was am Ende Rang 53 der Continental-Cup-Gesamtwertung bedeutete. Weitere internationale Springen bestritt Motoyama nicht.

## Erfolge

### Continental-Cup-Platzierungen
| Saison  | Platz | Punkte |
| ------- | ----- | ------ |
| 2005/06 | 47.   | 16     |
| 2006/07 | 53.   | 13     |